# Pe t'avé
Pe t'avé è un singolo del rapper italiano Ntò, pubblicato il 4 settembre 2017 come quarto estratto dallo street album Rinascimento.

## Video musicale
Il videoclip è stato pubblicato in concomitanza del lancio del singolo attraverso il canale YouTube del rapper.

## Tracce
1. Pe t'avé – 3:52